# Alter Jüdischer Friedhof (Walberberg)
Der alte Jüdische Friedhof Walberberg lag im gleichnamigen Ortsteil der Stadt Bornheim im Rhein-Sieg-Kreis (Nordrhein-Westfalen).
Der jüdische Friedhof wurde vom 18. Jahrhundert bis 1836 belegt. Es sind keine Grabsteine (Mazewot) mehr vorhanden. Der jüdische Friedhof lag oberhalb des sogenannten Hexenturmes.